# Cestrum virgaurea
Cestrum virgaurea är en potatisväxtart som beskrevs av Ignatz Urban och Ekman. Cestrum virgaurea ingår i släktet Cestrum och familjen potatisväxter. Inga underarter finns listade i Catalogue of Life.